# Prosdorf (Waldmünchen)
Prosdorf ist ein Gemeindeteil der Stadt Waldmünchen und eine Gemarkung im Landkreis Cham in Bayern.
Das Dorf Prosdorf liegt eineinhalb Kilometer südlich von Waldmünchen. Durch den Ort verläuft die Staatsstraße 2146.
Die Gemarkung Prosdorf liegt vollständig im Stadtgebiet von Waldmünchen. Auf ihr liegen deren Gemeindeteile Grub, Lengau, Machtesberg, Moosdorf und Prosdorf.

## Geschichte
Prosdorf (auch: Probstorf, Probsdorff, Prosdorff, Prosßdorf) gehört zu den -dorf-Orten. Die Ortsnamenforschung kennzeichnet die auf -dorf endenden Ortsnamen als Gründungen aus dem 9. bis 12. Jahrhundert. Solche Ortsnamen treten in der Umgebung von Waldmünchen gehäuft auf.
Prosdorf wurde bereits im Herzogsurbar des Wittelsbacher Heinrich XIII. aus dem Jahr 1301 erwähnt.
1563 hatte Prosdorf 10 Mannschaften. 1588 gab es in Prosdorf 3 Höfe, 6 Güter, 1 Mühle, 1 Inwohner. 1630 wurden für Prosdorf 3 Höfe, 5 Güter, 1 Gütl, 1 Mühle und 3 Inwohner aufgeführt. 1703 wurden in Prosdorf 3 Höfe, 6 Güter und 1 Sölde verzeichnet. 1808 hatte die Ortschaft 10 Anwesen, eine Mühle und ein Hüthaus.
Einwohnerentwicklung ab 1820
| Jahr | Einwohner   | Gebäude |
| ---- | ----------- | ------- |
| 1820 | 30 Familien | k. A.   |
| 1838 | 85          | 10      |
| 1861 | 106         | 31      |
| 1871 | 92          | 54      |
| 1885 | 98          | 13      |
| 1900 | 87          | 13      |
| 1913 | 83          | 13      |

| Jahr | Einwohner | Gebäude |
| ---- | --------- | ------- |
| 1925 | 82        | 12      |
| 1950 | 73        | 13      |
| 1961 | 70        | 15      |
| 1970 | 69        | k. A.   |
| 1987 | 85        | 21      |
| 2011 | 84        | k. A.   |

### Gemeinde Prosdorf
1808 wurde die Verordnung über das allgemeine Steuerprovisorium erlassen. Mit ihr wurde das Steuerwesen in Bayern neu geordnet und es wurden Steuerdistrikte gebildet. Dabei kam Prosdorf zum Steuerdistrikt Machtesberg. Der Steuerdistrikt Machtesberg bestand aus den Dörfern Machtesberg, Englmannsbrunn, Grub, Hochabrunn, Moosdorf und Prosdorf.
Bis zur Gebietsreform in Bayern bestand die Gemeinde Prosdorf, die aus den fünf Gemeindeteilen Grub, Lengau, Machtesberg, Moosdorf und Prosdorf bestand. Sie wurde am 1. Januar 1972 in die Stadt Waldmünchen eingemeindet.
Einwohnerentwicklung der Gemeinde Prosdorf ab 1840
| Jahr | Einwohner | Gebäude |
| ---- | --------- | ------- |
| 1840 | 369       | k. A.   |
| 1861 | 361       | 98      |
| 1871 | 362       | 194     |
| 1885 | 365       | 51      |
| 1900 | 326       | 56      |
| 1919 | 348       | k. A.   |

| Jahr | Einwohner | Gebäude |
| ---- | --------- | ------- |
| 1925 | 332       | 49      |
| 1950 | 355       | 52      |
| 1961 | 287       | 60      |
| 1970 | 288       | k. A.   |